# حدائق تيفولي
حدائق تيفولي (بالإنجليزية: Tivoli Gardens)‏ وهي مدينة ترفيهية مغطاة بحدائق تقع في مدينة كوبنهاغن عاصمة الدنمارك، تم فتح هذه الحدائق في يوم 15 أغسطس 1843 وبذلك هي ثاني أقدم حدائق ترفيهية في التاريخ بعد دايريهافسبرغ والتي تقع بالقرب من كلامبنبورغ، في سنة 2016 زارها 4.6 مليون زائر حيث أصبحت ثاني أكثر حدائق الألعاب الموسمية زيارة في العالم بعد حديقة يوروبا بارك والأكثر زيارة في إسكندنافيا، وهي الرابعة الأكثر زيارة في أوروبا بعد ديزني لاند باريس و متنزه أوروبا و إيفتلنغ.